# Николај (Аљаска)
Николај (енгл. Nikolai) град је у америчкој савезној држави Аљаска.

## Демографија
По попису из 2010. године број становника је 94, што је 6 (-6,0%) становника мање него 2000. године.
|                   | 2010.       | 2000.        |
| Укупно            | 94 (100,0%) | 100 (100,0%) |
| Остали            | 87 (92,55%) | 81 (81,00%)  |
| Белци             | 7 (7,447%)  | 19 (19,00%)  |
| Афроамериканци    | 0 (0,000%)  | 0 (0,000%)   |
| Азијати           | 0 (0,000%)  | 0 (0,000%)   |
| Хиспаноамериканци | 0 (0,000%)  | 0 (0,000%)   |